# Kudur-Enlil
Kudur-Enlil va ser el successor de Kadaixman-Enlil II com a rei cassita de Babilònia, d'Accàdia, del País de la Mar i de Khana. La Llista dels reis de Babilònia en una de les seves versions (la coneguda com a versió A), diu que va regnar durant sis anys, i el fa fill de Kadaixman-Enlil i pare de Xagarakti-Xuriaix, però podria ser una interpolació posterior i s'ha sospitat que podria ser germà de Kadaixman-Enlil. Va regnar cap a la meitat del segle xiii aC.
El va succeir Xagarakti-Xuriaix, que potser era el seu fill.